# Mihalik József (eszperantista)
Hernádszurdoki Mihalik József (Kassa, 1883. augusztus 27. – Budapest, Erzsébetváros, 1959. január 2.) tanítóképző intézeti tanár, újságíró, szerkesztő, eszperantista.

## Életpályája
1910-től Székelyudvarhelyen oktatott. Az első világháború alatt szibériai hadifogságba került. 1920-ban rövid ideig Cinkotán dolgozott. 1929-ben lett a budapesti VII. kerületi állami tanítóképző tanára. 1929–1959 között Sashalmon élt, ahol a közélet jelentős személyisége lett. 1930-tól elnöke volt a sashalmi Egységes Pártnak és alelnöke a nagykaszinónak. 1931–1932 között a Magyarországi Eszperantó Szövetség elnöke volt. 1932-től Sashalom virilis képviselője volt. 1935–1944 között a Hungara Heroldo szerkesztője volt. 1936-tól a Polgári Társaskörnek és a Sashalmi Keresztény Községi Pártnak volt az elnöke. 1943–1944 között üldözött eszperantistákat mentett. 1947-ig használta nemesi előnevét, a hernádszurdoki jelzőt. Felesége Huiber Mária volt, akivel 1922-ben kötött házasságot Kemenesmagasiban.
Halálát hashártyalob, vérmérgezés okozta. Sírja a Farkasréti temetőben található.

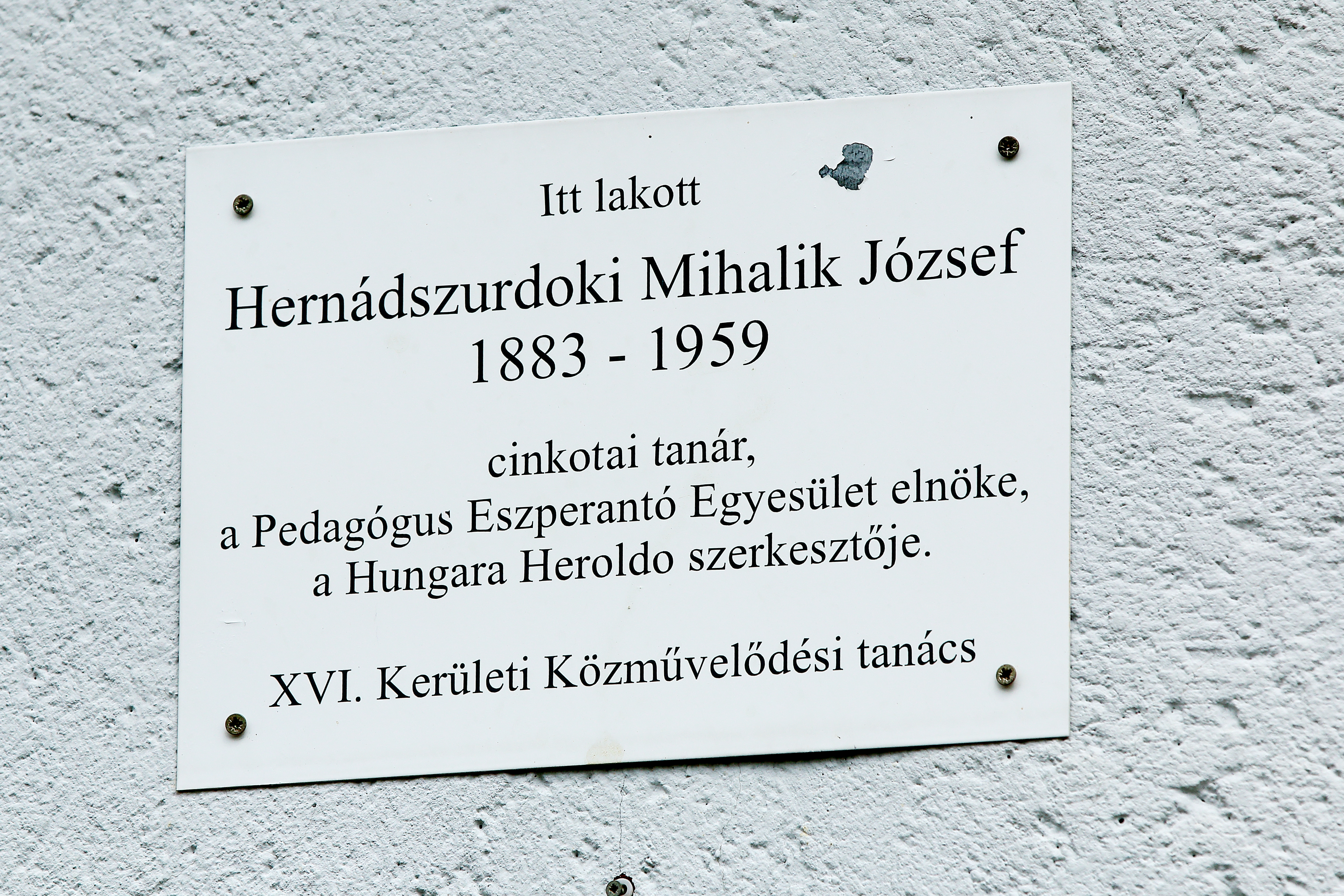
Mihalik József, eszperantista emléktáblája Sashalmon, a Sashalmi sétány 44. falán

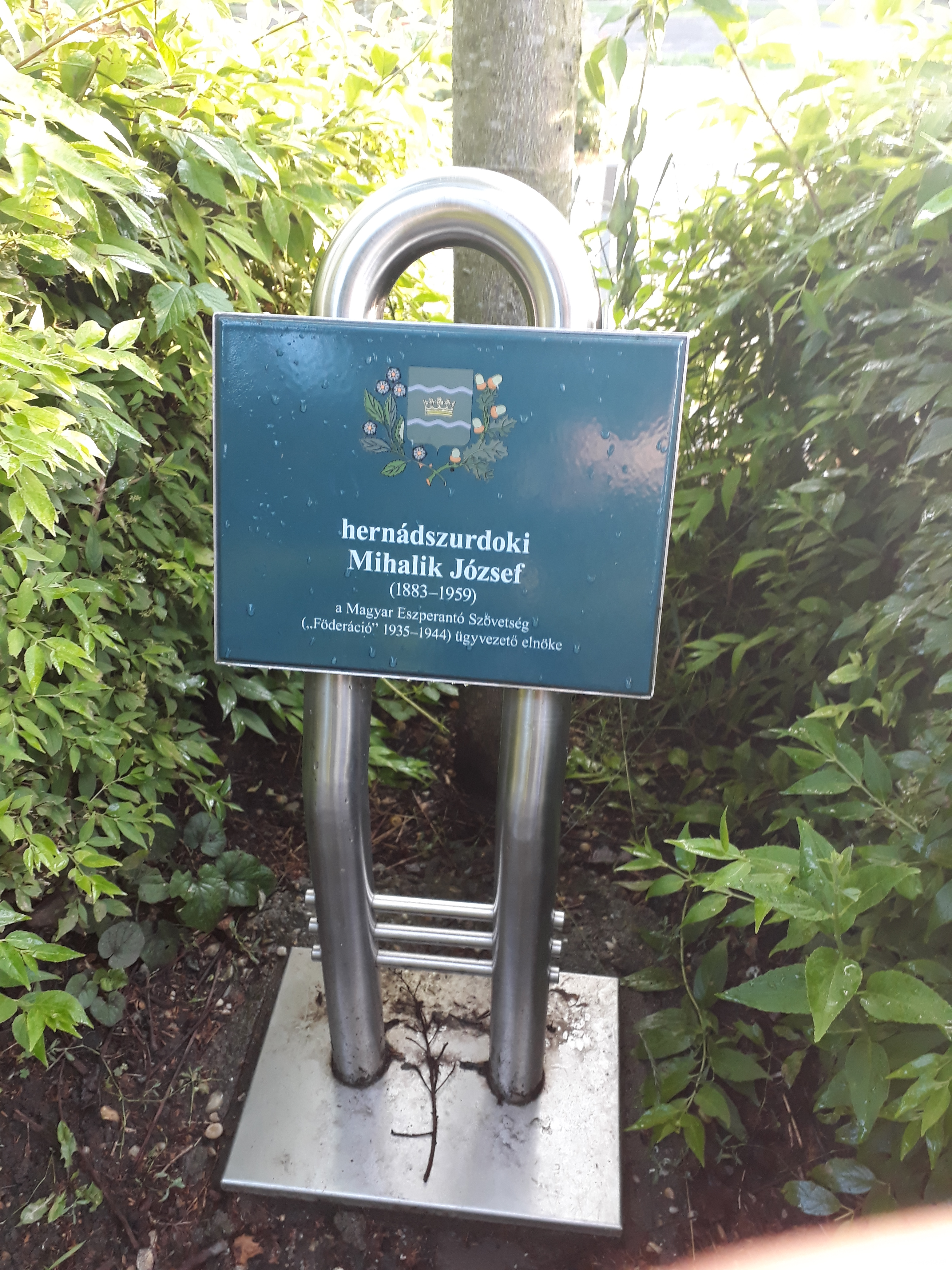
Egyike a kerületi helytörténészek által összeállított 56 XVI. kerületi nevezetes személynek, akiknek emléktáblás gesztenyefákat ültettek 2011-ben.